# シマテンナンショウ
シマテンナンショウ（島天南星、学名:Arisaema negishii）は、サトイモ科テンナンショウ属の多年草。別名、ヘンゴダマ。
小型の株は雄花序をつけ、同一のものが大型になると雌花序または両性花序をつける雌雄偽異株で、雄株から雌株に完全に性転換する。

## 特徴
地下に球茎があり、球茎はゆがんだ扁球形で、球茎上に腋芽列が横並びに生し、球茎の上部から根が出る。1-3月頃に地上部が出て、鞘状葉の中から緑色の葉と花序をほぼ同時に展開する。鞘状葉は革質で筒状に巻く。植物体の高さは20-60cmになる。葉は2個、ほぼ同じ大きさで、葉身は鳥足状に分裂する。小葉は9-15個になり、狭楕円形で、先端および基部はしだいに狭まり、先端は尾状に伸びて鋭くとがる。
花期は、1-3月。花序柄は花時に葉柄より短く、花後にやや伸びるが、雄株の花序柄は葉柄と比べやや短く、雌株の花序柄は葉柄と比べ明らかに短い。これは、後にできる果実を支える果柄が倒れにくくなるという意味があるという。仏炎苞はふつう緑色で、まれに帯紫色、白い縦筋がなく、筒部は長さ7cmでやや太い筒状、口辺部が狭く反曲し、波状の縮れがある。仏炎苞舷部は卵形から広卵形で、基部でやや狭まり、縁はときに紫色を帯び、先端はやや尾状で鋭頭になる。花序付属体は無柄で、紫色または緑色、長さ10-15cmになり、先に向かってしだいに細く鞭状になって仏炎苞外に伸び出す。雄株の花序付属体の基部には雄花がまばらにつき、雌株の花序付属体の基部には角状突起状の退化花と雌花がある。1つの子房に2-4個の胚珠がある。果実は夏に赤く熟す。染色体数は2n=28。
この植物は主に種子で繁殖する。発芽した1年目には根を地下に伸ばし、発芽2年目に地上に緑葉を出す。このような生態は、ウラシマソウ A. thunbergia subsp. urashima も同様である。

## 分布と生育環境
日本固有種。伊豆諸島の青ヶ島、八丈島、三宅島および御蔵島に分布し、林縁または林下に生育する。
なお、神奈川県足柄下郡真鶴町で採集された牧野富太郎による標本 (1933) が京都大学総合博物館 (KYO) および東京都立大学牧野標本館 (MAK) に所蔵されているが、採集地のラベルの誤りの可能性があるという理由から、『改訂新版 日本の野生植物 1』では分布地として採用されていないが、写真は神奈川県平塚市で撮影のものが使用されている。また、邑田仁 (2018) は、東京大学植物標本室 (TI) に神奈川県産の標本があるが、自然分布は疑わしいとしている。

## 名前の由来
和名シマテンナンショウは、牧野富太郎 (1918) による命名、「島天南星」の意で、島嶼に分布することによる。タイプ標本の採集地は伊豆諸島の御蔵島。種小名（種形容語）negishii は、この植物のタイプ標本を1918年2月に採集したB. Negishi への献名である。

## 利用
昔は球茎を食用とした。球茎を茹でて餅のようにつき、団子にして食べたという。

## ギャラリー

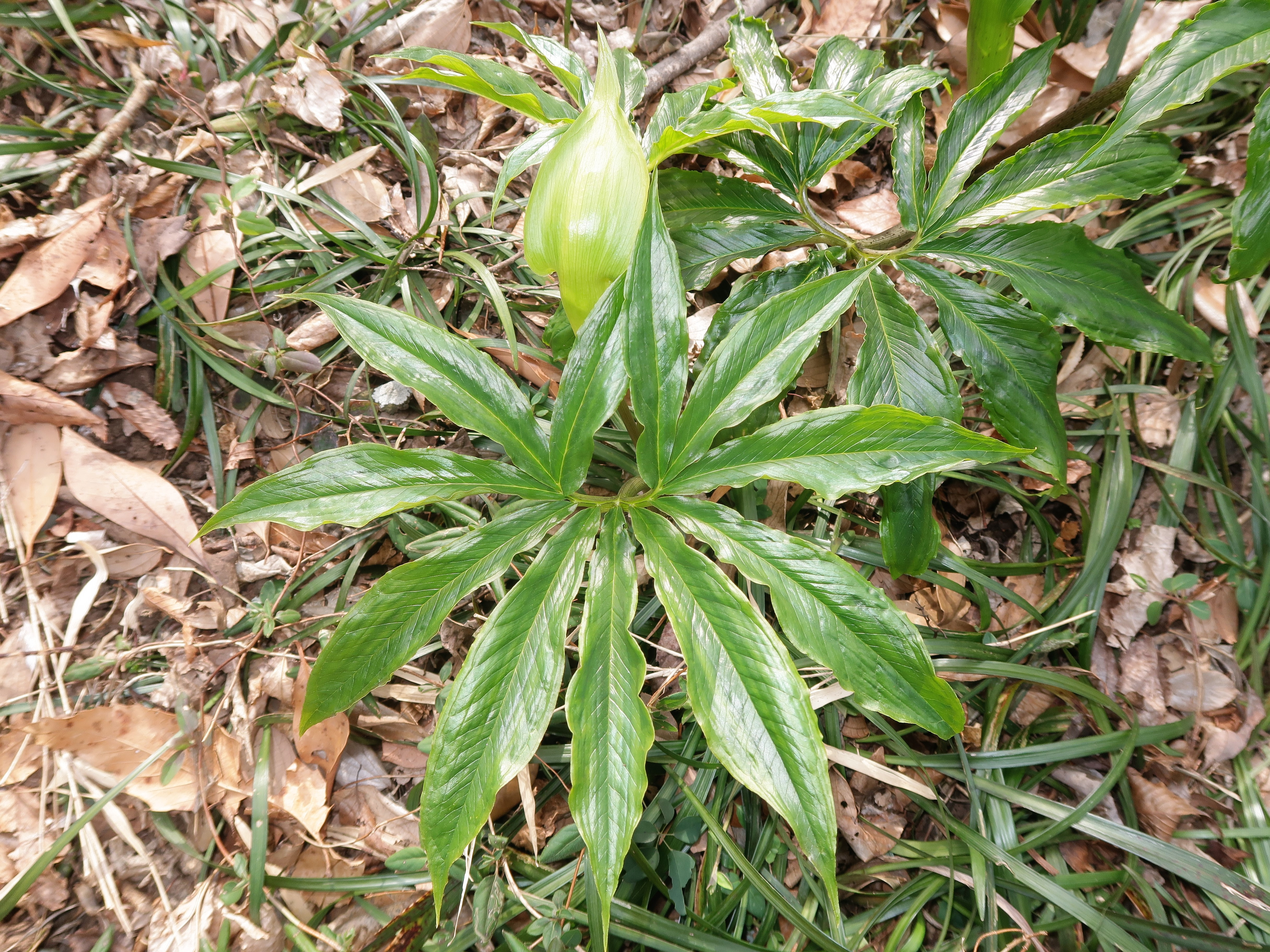
葉身は鳥足状に分裂する。小葉は9-15個（この個体は11個）になり、狭楕円形で、先端および基部はしだいに狭まり、先端は尾状に伸びて鋭くとがる
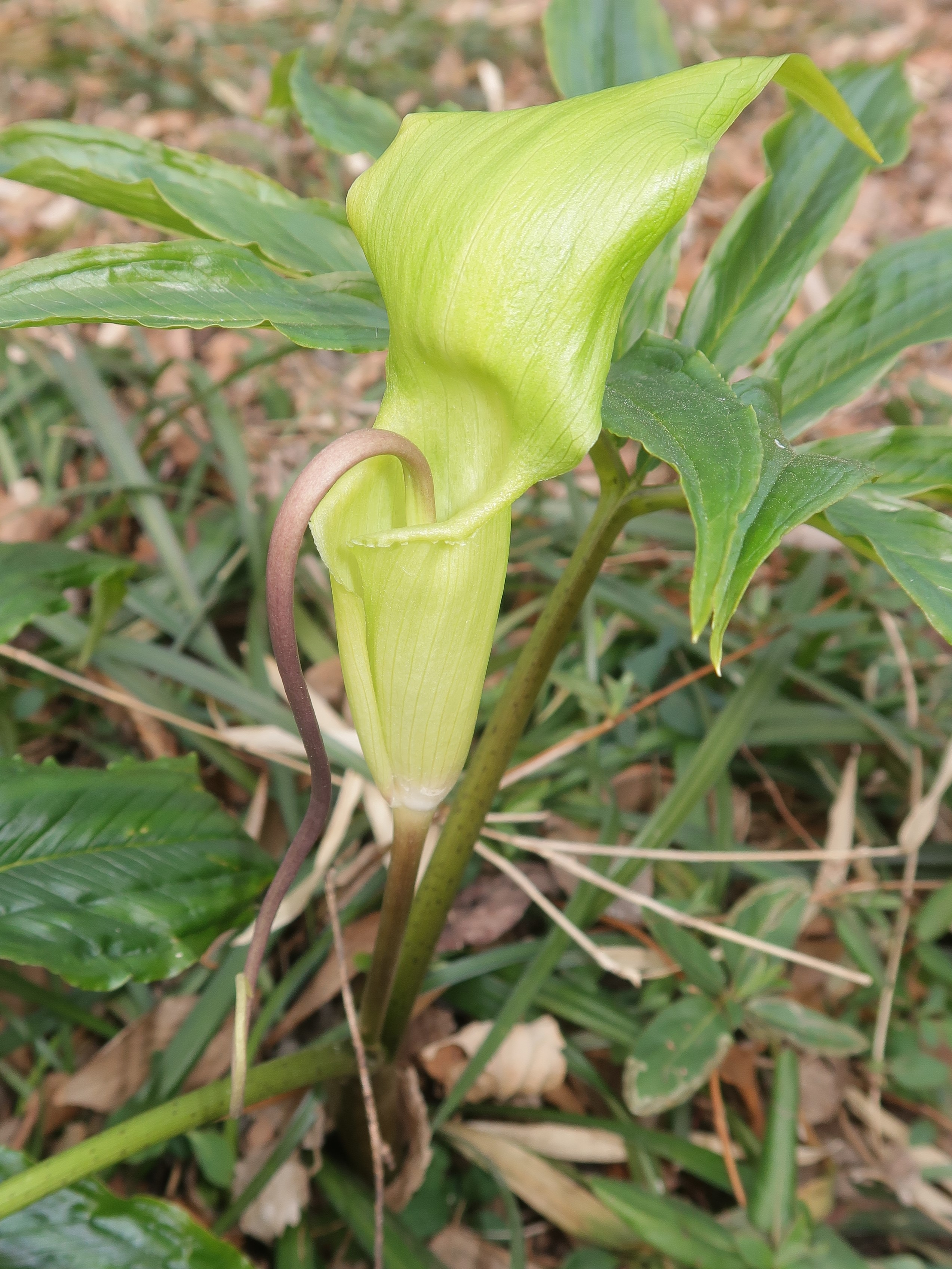
仏炎苞は緑色で、白い縦筋がなく、筒部はやや太い筒状、口辺部が狭く反曲し、波状の縮れがある。仏炎苞舷部は卵形から広卵形で、基部でやや狭まり、先端はやや尾状で鋭頭になる。仏炎苞舷部を立たせて撮影。
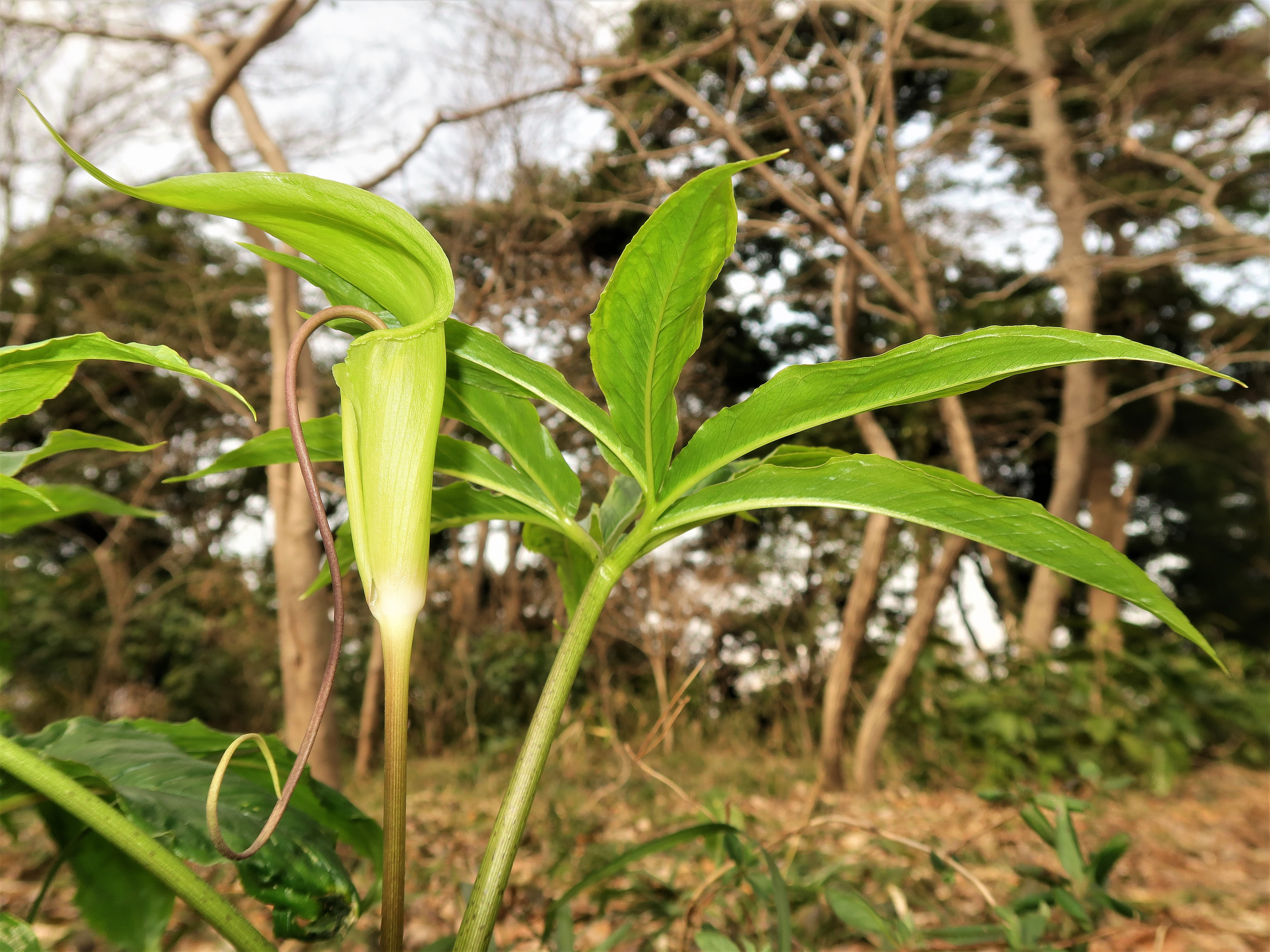
花序付属体は紫色、長さ10-15cmになり、先に向かってしだいに細く鞭状になって仏炎苞外に伸び出す。
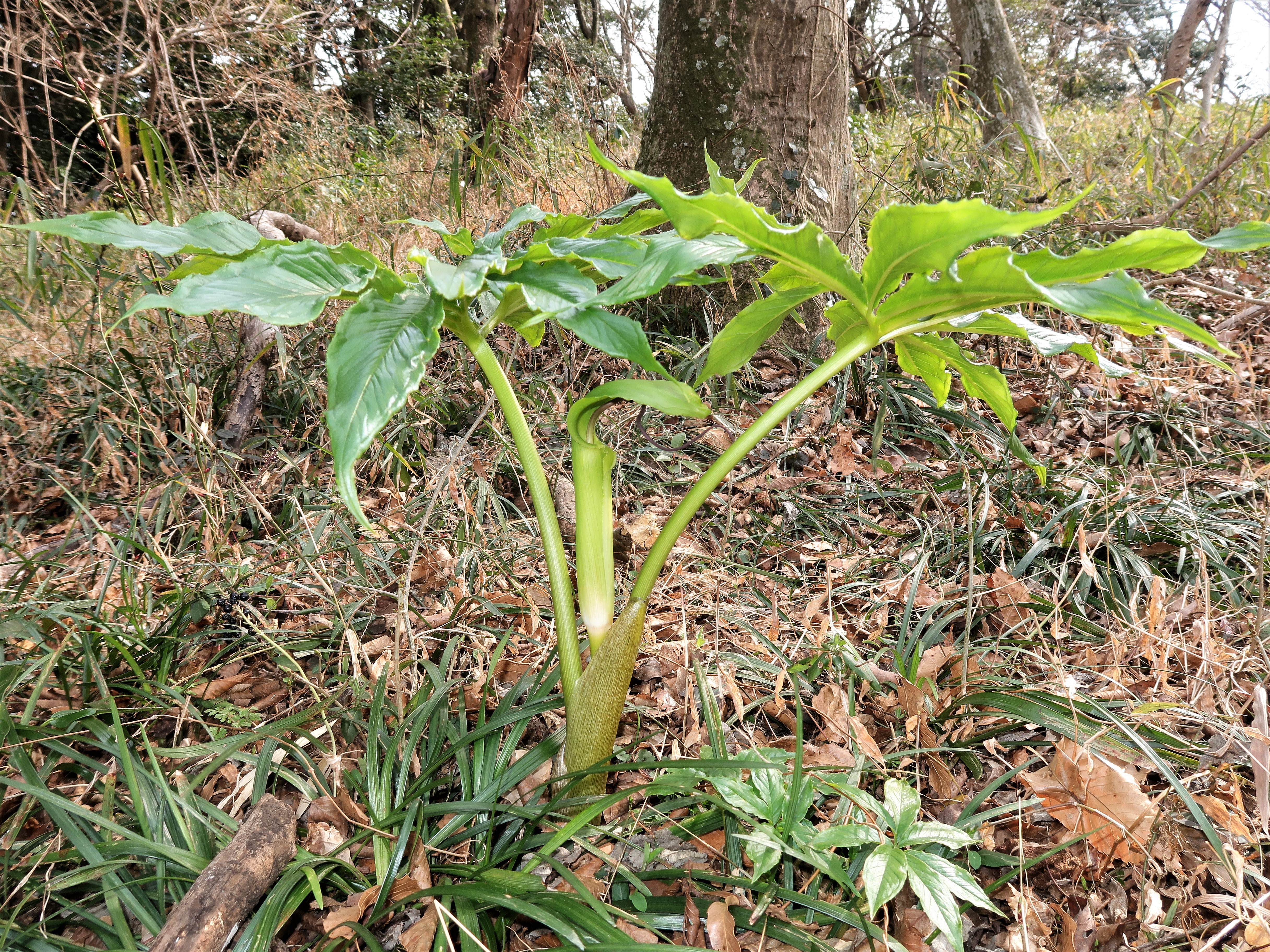
雌株。雌株の花序柄は葉柄と比べ明らかに短い。
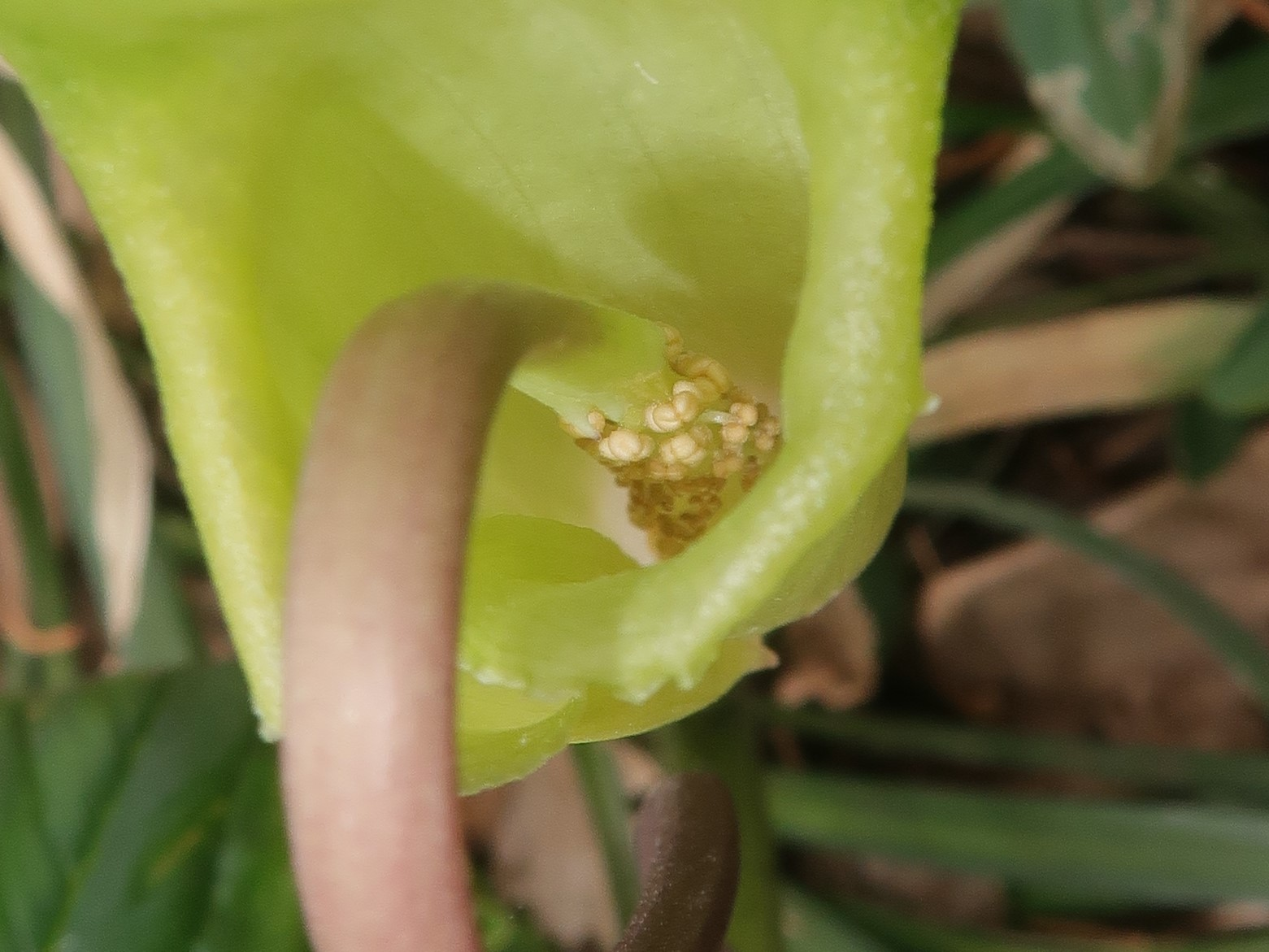
雄株の花序付属体の基部につく雄花。仏炎苞舷部を立たせて撮影。
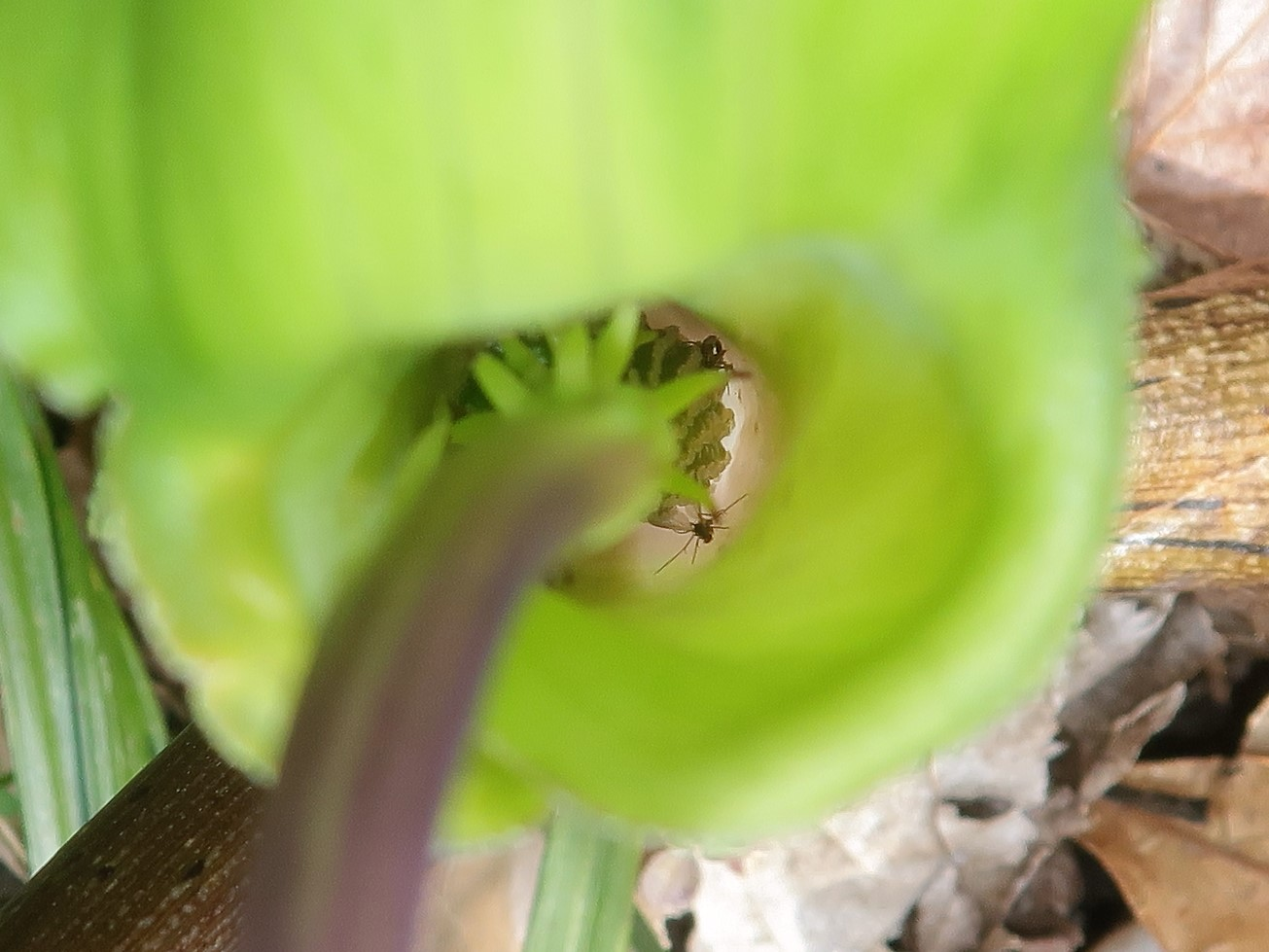
雌株の花序付属体の基部につく角状突起状の退化花と雌花。花粉を運んで仏炎苞から逃げ出せないで死んだ昆虫が見える。仏炎苞舷部を立たせて撮影。

## 近縁の種
本属のアマミテンナンショウ節 Sect. Clavata に属する、中国大陸産のArisaema hunanense Hand.-Mazz.(1936)  によく似る。